# Pseudandriasa
Pseudandriasa é um gênero de mariposa pertencente à família Bombycidae.